# Heaven's Burning
Pour plus de détails, voir Fiche technique et Distribution.
Heaven's Burning est un film australien réalisé en 1997 par Craig Lahiff.
Le film suit Midori qui passe sa lune de miel en Australie quand elle quitte subitement son mari, en simulant un kidnapping. Le subterfuge est vite découvert, mais la jeune japonaise se retrouve ironiquement prise en otage par une bande de braqueurs. Alors qu'elle s'apprête à être exécutée, elle est sauvée par l'un des malfaiteurs, Colin. Midori en tombe amoureuse et le couple part en cavale, avec à leurs trousses diverses sortes de poursuivants: un mari trompé, la police et des gangsters ivres de vengeance.

## Synopsis
La mariée japonaise Midori Takada (Youki Kudoh) arrive à Sydney avec son nouveau mari Yukio (Kenji Isomura). Elle pense que son mariage est une erreur et utilise la lune de miel comme un moyen de s'échapper. Colin O'Brien (Russell Crowe) est un chauffeur d'escapade expérimenté. Il est engagé par une famille australo-afghane pour aider à cambrioler une banque. Au cours du vol, un membre est tué. Midori est à la banque en même temps et ils la prennent en otage. Après s'être échappés, les deux frères afghans décident de se débarrasser d'elle. Colin ne le permettra pas. Il tue l'un des frères et menace de tirer sur l'autre, Mahood (Robert Mammone). Lui et Midori s'échappent.
Colin souhaite voyager pour voir son père, Cam, dans son ranch car il ne l'a pas vu depuis des années. Midori choisit de rester avec Colin. Le duo braque une banque pour financer leur voyage. Mahood et son père, Boorjan, jurent de se venger et entreprennent d'attraper Colin. La police, consciente des activités illégales de la famille afghane, est également à sa poursuite. Yukio est informé de l'implication de sa femme et il est conscient qu'elle l'a quitté par choix. Son honneur blessé, il va la retrouver.
Colin et Midori s'aventurent à travers la Nouvelle-Galles du Sud. Les Afghans rattrapent Colin et commencent à le torturer, mais Colin parvient à tuer le patriarche et le fils restant. Yukio cherche Midori, tuant des gens en cours de route. Colin et Midori finissent par atteindre le ranch appartenant à son père, Cam. Le duo reste un court moment et devient officiellement amoureux. Ils partent ensuite visiter le bord de mer.
Yukio atteint le ranch peu de temps après et menace Cam de mort s'il ne lui dit pas où est allée Midori. Cam répond qu'il croit au karma et Yukio paiera bientôt pour ses mauvaises manières. Enragé, Yukio ne se contente pas de tirer sur Cam; il le noie. Après quelques revers, Yukio rattrape les amants et tire sur Colin dans le torse. Midori récupère une arme à feu dans leur voiture et tire sur Yukio, qui lui tire ensuite une balle dans le flanc. Il lui dit qu'il l'aime toujours, mais elle rétorque qu'il ne sait pas ce qu'est l'amour et le tue ensuite. La police entend parler de la fusillade et poursuit les amants. Midori conduit pendant que Colin meurt lentement sur le siège du passager. Ils atteignent le rivage, mais leur voiture se renverse et prend feu. Elle se tire une balle et la voiture explose. La police regarde la voiture brûler.

## Fiche technique
- Réalisation : Craig Lahiff
- Scénario : Louis Nowra
- Musique : Michael Atkinson et Graeme Koehne
- Photographie : Brian J. Breheny
- Montage : John Scott
- Pays de production :  Australie
- Dates de sortie :
  - Australie : 6 novembre 1997
  - États-Unis : 3 avril 1998
  - France : commercialisé en DVD le 3 juillet 2002[1]
- Format : couleur - 2,35:1 - 35 mm
- Durée : 96 minutes
- Interdit aux moins de 12 ans

## Distribution
- Russell Crowe (VF : Marc Alfos) : Colin
- Youki Kudoh : Midori
- Kenji Isomura : Yukio
- Ray Barrett : Cam
- Robert Mammone : Mahood
- Petru Gheorghiu : Boorjan
- Anthony Phelan : Bishop

## Production

### Casting
Russell Crowe retrouve ici Robert Mammone 7 ans après The Crossing de George Ogilvie.

### Tournage
Selon Youki Kudoh, les relations entre elle et Russell Crowe sur le tournage ont été parfois difficiles.

### Post-production
La scène du speech anti-japonais lancé par Ray Barrett avait été au départ coupée au montage après de mauvaises projection tests, avant d'être réintroduite finalement pour la sortie australienne.